# Elaphognathia ferox
Elaphognathia ferox är en kräftdjursart som först beskrevs av William Aitcheson Haswell 1884.  Elaphognathia ferox ingår i släktet Elaphognathia och familjen Gnathiidae. Inga underarter finns listade i Catalogue of Life.